# Nephopterix
Nephopterix is een geslacht van snuitmotten (Pyralidae). De geslachtsnaam is gepubliceerd door Jacob Hübner in 1825.
Tot dit geslacht behoort onder meer de kraagvleugelmot (Nephopterix angustella) waarvan de larven boren in de vruchten van de gewone vogelkers en de wilde kardinaalsmuts (Euonymus europaeus).

## Soorten
- N. acrobasella Hampson, 1912
- N. aenobapta Turner, 1947
- N. aeolusalis Walker, 1863
- N. albifascialis Hampson, 1903
- N. albovariegata Rothschild, 1915
- N. alpigenella Duponchel, 1836
- N. angustella Hübner, 1796 — Kraagvleugelmot
- N. apotomella (Meyrick, 1886)
- N. ardekanella Amsel, 1951
- N. ardesiifascia Rothschild, 1915
- N. argiadesalis Walker, 1863
- N. asbolalis Hampson, 1903
- N. atribasalis Hampson, 1908
- N. barteli Caradja, 1910
- N. basilaris Zeller, 1872
- N. basisignella Hampson, 1896
- N. beharella Viette, 1964
- N. biareatella Caradja, 1925
- N. bicolorella Leech, 1889
- N. bifasciella Hulst, 1887
- N. bisra Dyar, 1919
- N. bitinctella Wileman, 1911
- N. calamalis Hampson, 1903
- N. caradrinella Ragonot, 1893
- N. carneella Hulst, 1887
- N. carteri Ragonot, 1888
- N. celtidella Hulst, 1890
- N. ceratistes Tams, 1935
- N. cleopatrella Ragonot, 1887
- N. cometella de Joannis, 1927
- N. concineratella Ragonot, 1887
- N. cornutella Amsel, 1951
- N. crassifasciella Ragonot, 1887
- N. crataegella Barnes & McDunnough, 1917
- N. cyllusalis Walker, 1863
- N. cynicella Christoph, 1881
- N. chryserythra (Lower, 1902)
- N. dammersi Heinrich, 1956
- N. dasyptera Lower, 1903
- N. delassalis Hulst, 1886
- N. delineatella Ragonot, 1888
- N. divisella (Duponchel, 1842)
- N. dubiosa (Rothschild, 1921)
- N. elegans Ragonot, 1888
- N. elegiella Zerny, 1928
- N. emussitatella Ragonot, 1893
- N. ennychia Turner, 1947
- N. epicrypha Turner, 1904
- N. ereboscopa (Lower, 1903)
- N. eremnodes Turner, 1947
- N. etolusalis Walker, 1863
- N. eudaemonella Rebel, 1907
- N. eustatica Meyrick, 1937
- N. exotica Inoue, 1959
- N. exotypa Meyrick, 1933
- N. fernaldi Ragonot, 1887
- N. ferreotincta Hampson, 1912
- N. ferruginella Zerny, 1914
- N. fumella Eversmann, 1844
- N. furella Strand, 1918
- N. fuscalis Kenrick, 1907
- N. fuscifrontella Zeller, 1881
- N. geminella Eversmann, 1844
- N. gengisella Ragonot, 1893
- N. gilvibasella Hulst, 1890
- N. griseofusa Wileman & South, 1919
- N. griseola Rothschild, 1915
- N. habrostola (Lower, 1905)
- N. hades (Lower, 1903)
- N. hamatella Roesler, 1975
- N. harpaxalis Walker, 1863
- N. hartigi Roesler, 1974
- N. hastiferella Ragonot, 1887
- N. hemiargyralis Hampson, 1908
- N. hypocautella Hampson, 1903
- N. immatura Inoue, 1982
- N. imperialella Ragonot, 1887
- N. inconditella Ragonot, 1893
- N. insignella Mann, 1862
- N. intercisella Wileman, 1911
- N. johannella Caradja, 1916
- N. kosemponella Strand, 1918
- N. kraussi Rebel, 1903
- N. lucipetella Jalava, 1978
- N. macrocirtensis Amsel, 1954
- N. maenamii Inoue, 1959
- N. mancella Wileman, 1911
- N. margarophanes Meyrick, 1932
- N. mediterranella Amsel, 1935
- N. melanodeta Turner, 1947
- N. melanolopha Turner, 1947
- N. melanotaeniella Ragonot, 1888
- N. metamelana Hampson, 1896
- N. metasarca (Lower, 1903)
- N. minimella Amsel, 1954
- N. neglectalis Walker, 1864
- N. nepheloalis Hampson, 1912
- N. nigerrimella Caradja, 1916
- N. nigristriata Hampson, 1896
- N. nigrostriatella Pagenstecher, 1900
- N. nocticolorella Ragonot, 1887
- N. nocturnella Hampson, 1896
- N. obenbergeri Strand, 1918
- N. obscuribasella Ragonot, 1887
- N. ochribasalis Hampson, 1896
- N. ochridorsalis Wileman & South, 1919
- N. ochriplaga Rebel, 1909
- N. ochrodorsella Chrétien, 1922
- N. ochromarginella Ragonot, 1893
- N. orphnanthes Meyrick, 1935
- N. orthozona (Lower, 1903)
- N. oxybiella Amsel, 1950
- N. persarum Von Toll, 1948
- N. piratis (Meyrick, 1887)
- N. plumbeofusa Hampson, 1916
- N. porphyrocapna Meyrick, 1932
- N. proximalis Walker, 1863
- N. quilimanella Pagenstecher, 1893
- N. quinqueella Roesler, 1975
- N. rectangulella Amsel, 1950
- N. rennellensis Whalley, 1962
- N. rhodobasalis Hampson, 1912
- N. rhyparella Ragonot, 1887
- N. rubescentella Hulst, 1900
- N. rubicundella Rebel, 1911
- N. rubralis Hampson, 1903
- N. rubrisparsella Ragonot, 1887
- N. rubromixta Rebel, 1912
- N. rufostriatella Pagenstecher, 1893
- N. rungsella Lucas, 1942
- N. scabida Zeller, 1867
- N. shantungella Roesler, 1969
- N. signella Ragonot, 1888
- N. signifera Walker, 1863
- N. strigivenata Hampson, 1896
- N. subcaesiella Clemens, 1860
- N. subfuscella Ragonot, 1887
- N. syntaractis (Turner, 1904)
- N. tarmitalis Hulst, 1886
- N. thermalopha (Lower, 1903)
- N. tomisawai Yamanaka, 1986
- N. trinitatis Strand, 1919
- N. tumidella Hampson, 1903
- N. uvinella Ragonot, 1887
- N. validella Walker, 1863
- N. variella Walker, 1866
- N. vetustella Dyar, 1904
- N. virgatella Clemens, 1860